# Dengta, Guangdong
Dengta är en köping i sydöstra Kina. Den ligger i Dongyuan härad i staden Heyuan i provinsen Guangdong, omkring 180 kilometer nordost om provinshuvudstaden Guangzhou. Antalet invånare är 38 076. Befolkningen består av 18 631 kvinnor och 19 445 män. Barn under 15 år utgör 23,0 %, vuxna 15-64 år 67 %, och äldre över 65 år 9,0 %.